# Andreas Schön (Maler)
Andreas Schön (* 1955 in Kassel) ist ein deutscher Maler.

## Leben
1975 begann Schön ein Studium an der Kunstakademie Münster. Dort besuchte er die Klassen von Lothar Baumgarten und Norbert Tadeusz. 1979 wechselte er an die Kunstakademie Düsseldorf, wo Gerhard Richter sein Lehrer war. Von 1983 bis 1987 wirkte er als dessen Assistent. Schön lebt und arbeitet in Düsseldorf.
Schön wandte sich der Figurativen Kunst zu und malte vor allem Landschaften. Auf der Grundlage eigener Fotografien und Aquarelle, aber auch ausgehend von Abbildungen aus Zeitschriften und Büchern, schuf er Werke, die durch einen geschichtlichen Bezug ausgezeichnet sind, beispielsweise durch die Darstellung von Ruinen. Hintergründige Ahnungen oder Erinnerungen sind das Leitmotiv dieser Werke.
2004 nahm er ein Atelierstipendium im Couvent des Récollets in Paris wahr. 2011 war er auf dem Forschungsschiff Meteor Teilnehmer einer Expedition durch das Schwarze Meer und das östliche Mittelmeer.

## Auszeichnungen
- 1998: Villa-Romana-Preis